# Beatrixkwartier
Het Beatrixkwartier is een moderne kantorenbuurt in Den Haag, gelegen in de wijk Bezuidenhout. De naam is ontstaan toen men de Prinses Beatrixlaan opnieuw ging inrichten. Officieel behoort tot dit gebied de strook gebouwen langs de Utrechtsebaan, van het gebouw voor Nationale Nederlanden tot aan het Paleis van Justitie. 

## Omschrijving
Het Beatrixkwartier is vanaf de Utrechtsebaan herkenbaar aan de in 1965 gebouwde, 100 meter hoge zendmast Bezuidenhout. Behalve deze toren is er sinds 2006 het gezichtsbepalende 109 meter hoge Prinsenhofcomplex. In dit markante gebouw is onder andere het World Trade Center WTC gevestigd, alsook, aan het Prinses Margrietplantsoen, een NH hotel. Andere dan reeds genoemde bedrijven die zich bevinden in het Beatrixkwartier zijn Siemens, PostNL, Sdu, RVO.nl, PwC, BAM en Mn Services. In 2020 zijn er twee woontorens toegevoegd aan het straatbeeld, met nog een woontoren in de planning. Ook voor het terrein naast het KPN gebouw aan het Bezuidenhout bestaan plannen voor grootschalige nieuwbouw.

## Bereikbaarheid
De centrale as van het Beatrixkwartier is de Prinses Beatrixlaan, met daarlangs het Netkous-viaduct, met halverwege het op 29 oktober 2006 geopende station RandstadRail Beatrixkwartier van RandstadRail lijn 3, 4 en 34. Bovendien ligt tramstation Ternoot (lijn 2 & 6) aan een van de uiteinden van de Beatrixlaan. Het Beatrixkwartier ligt nabij het Centraal Station, en op loopafstand van het NS-station tevens Randstadrailstation Laan van NOI. Langs de buurt ligt verder de Utrechtse Baan (A12), die te bereiken is via de afslagen 2 Den Haag Centrum Zuid en 3 Den Haag Bezuidenhout. Over de Beatrixlaan rijden diverse streekbuslijnen.

## Gebouwen
| - Beatrixpark - CentreCourt - Groene Toren - Haagse Poort - De Haagsche Zwaan - Koninklijk Conservatorium (in 2022 verhuisd; hier komt een nieuw ANWB-hoofdkantoor) | - KPN gebouw - Prinsenhof - De Monarch - Siemens gebouw - Gebouw 'The Bridge' voorheen Equinox - Zilveren Toren |

Galerij

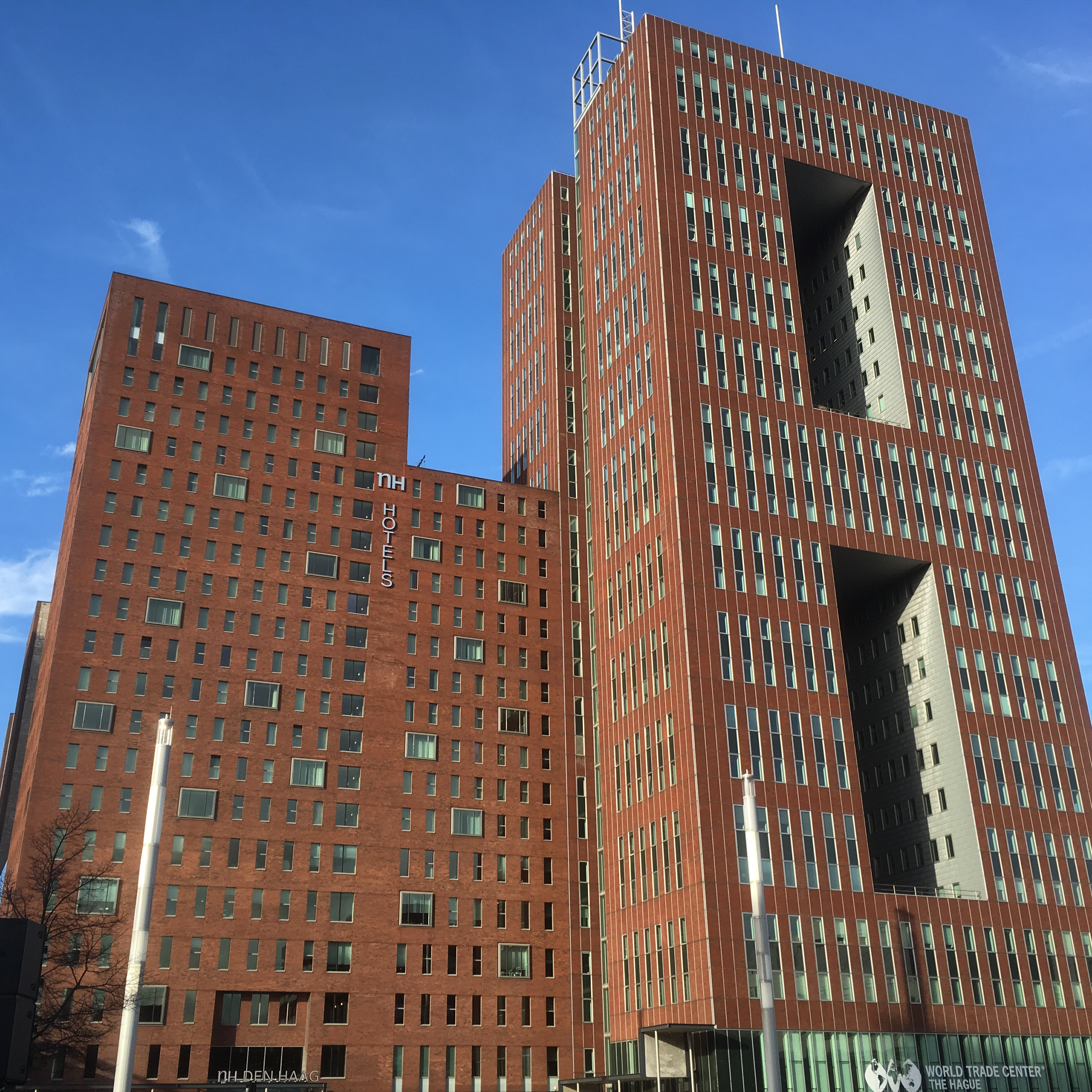
World Trade Center (2018)
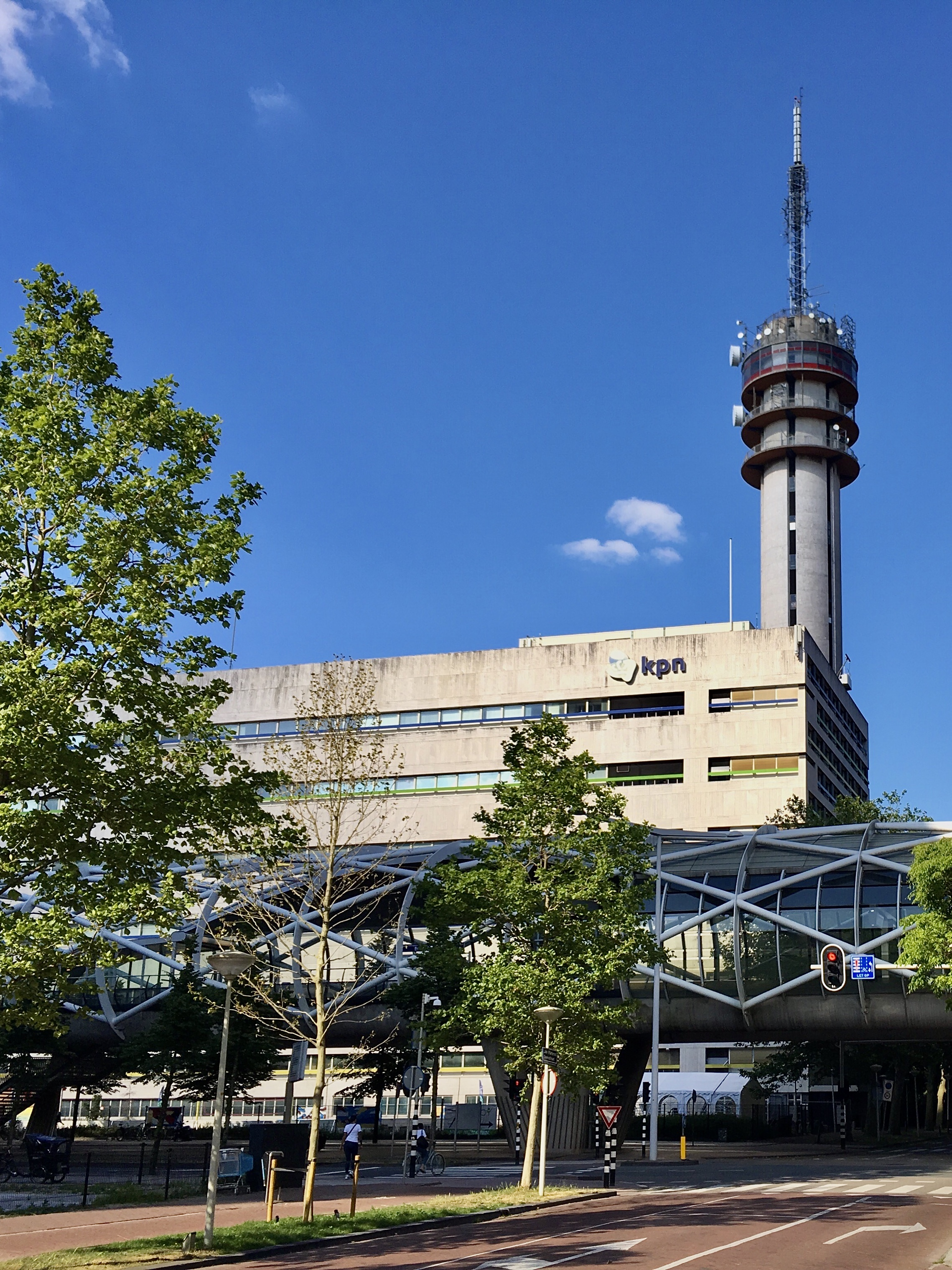
KPN gebouw en zendmast Bezuidenhout uit 1965
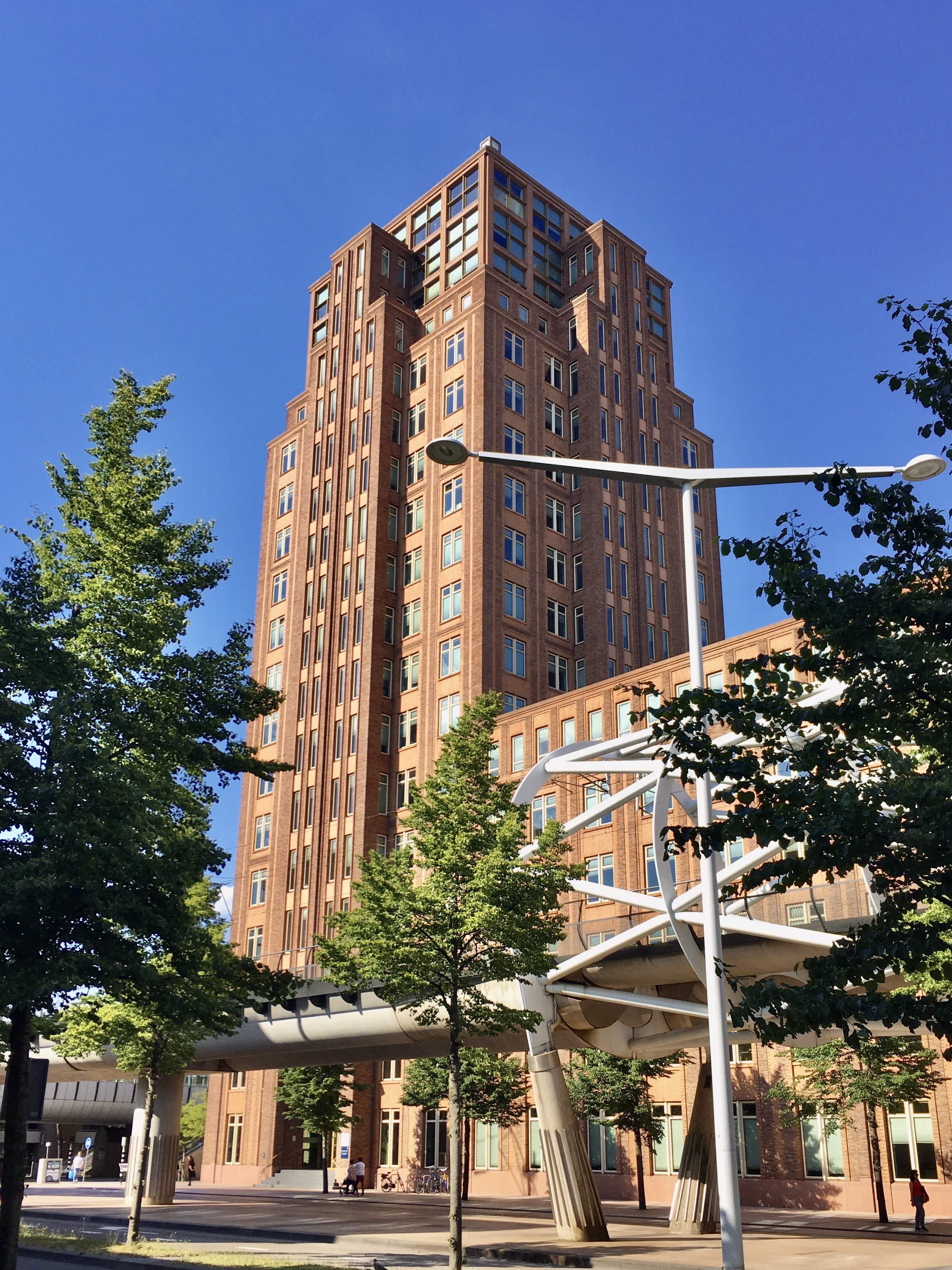
Gebouw 'Centre Court' (2020)
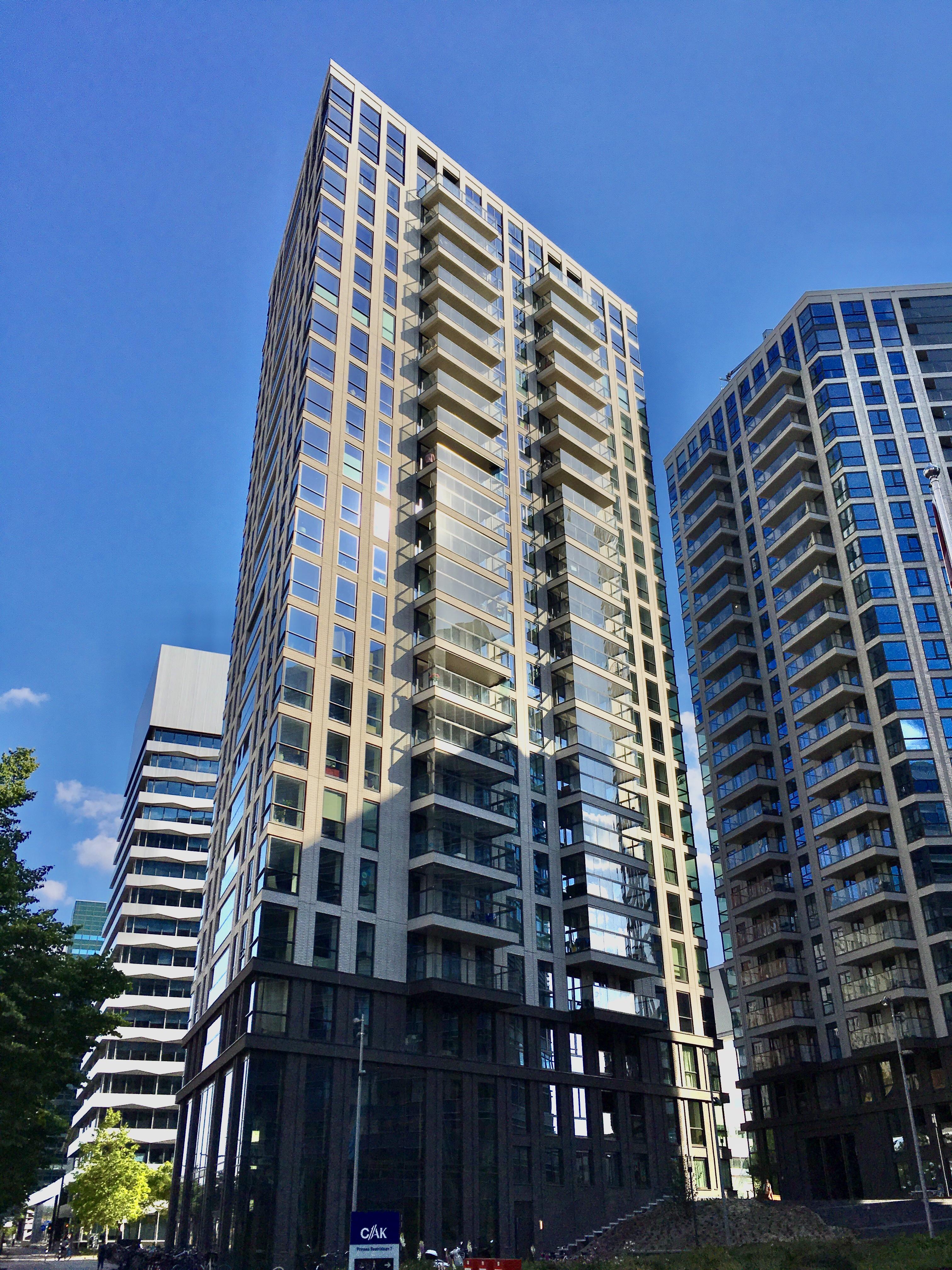
Woontorens in 2020 opgeleverd
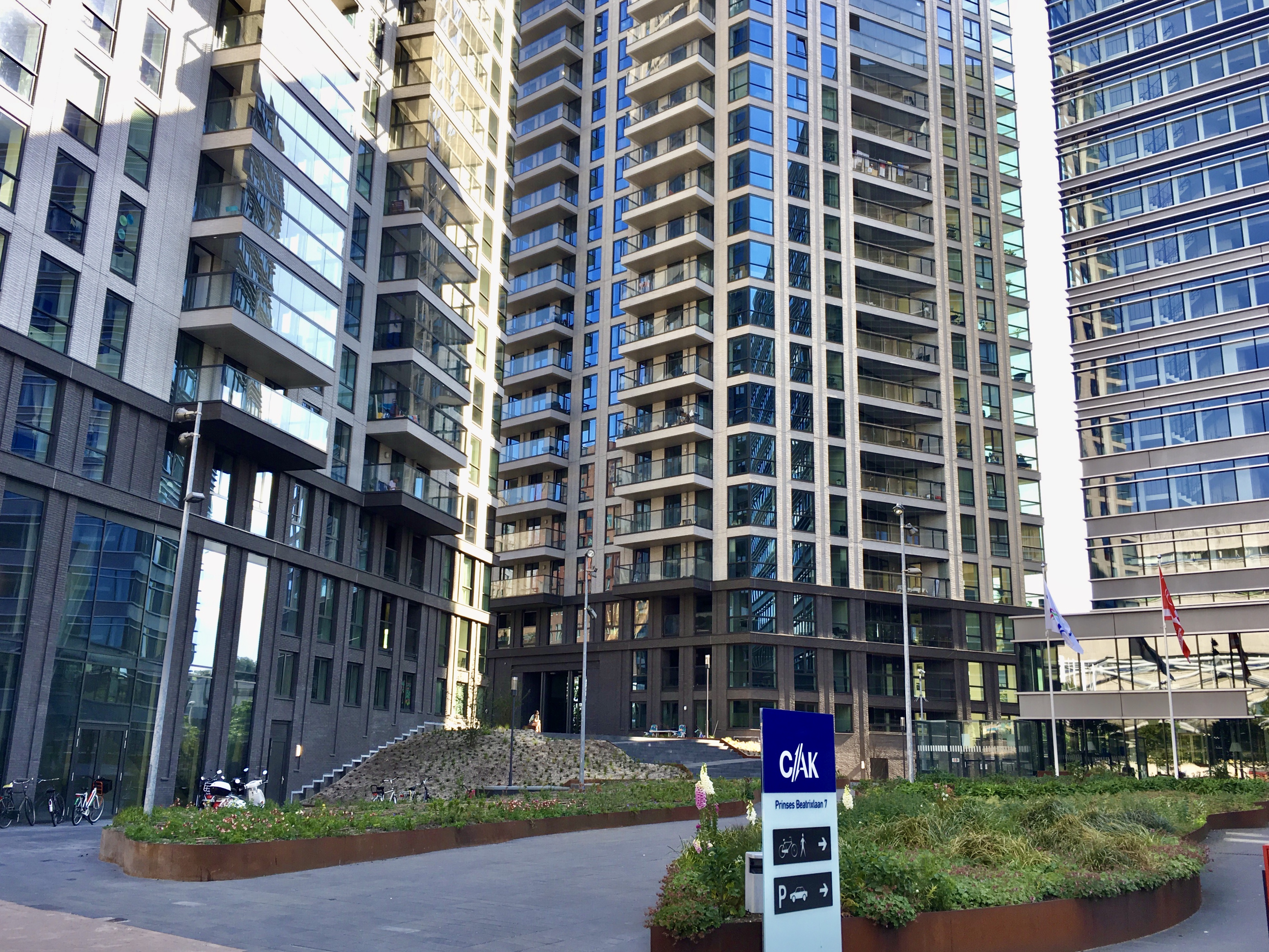
Hoogstedelijke buitenruimte (2020)
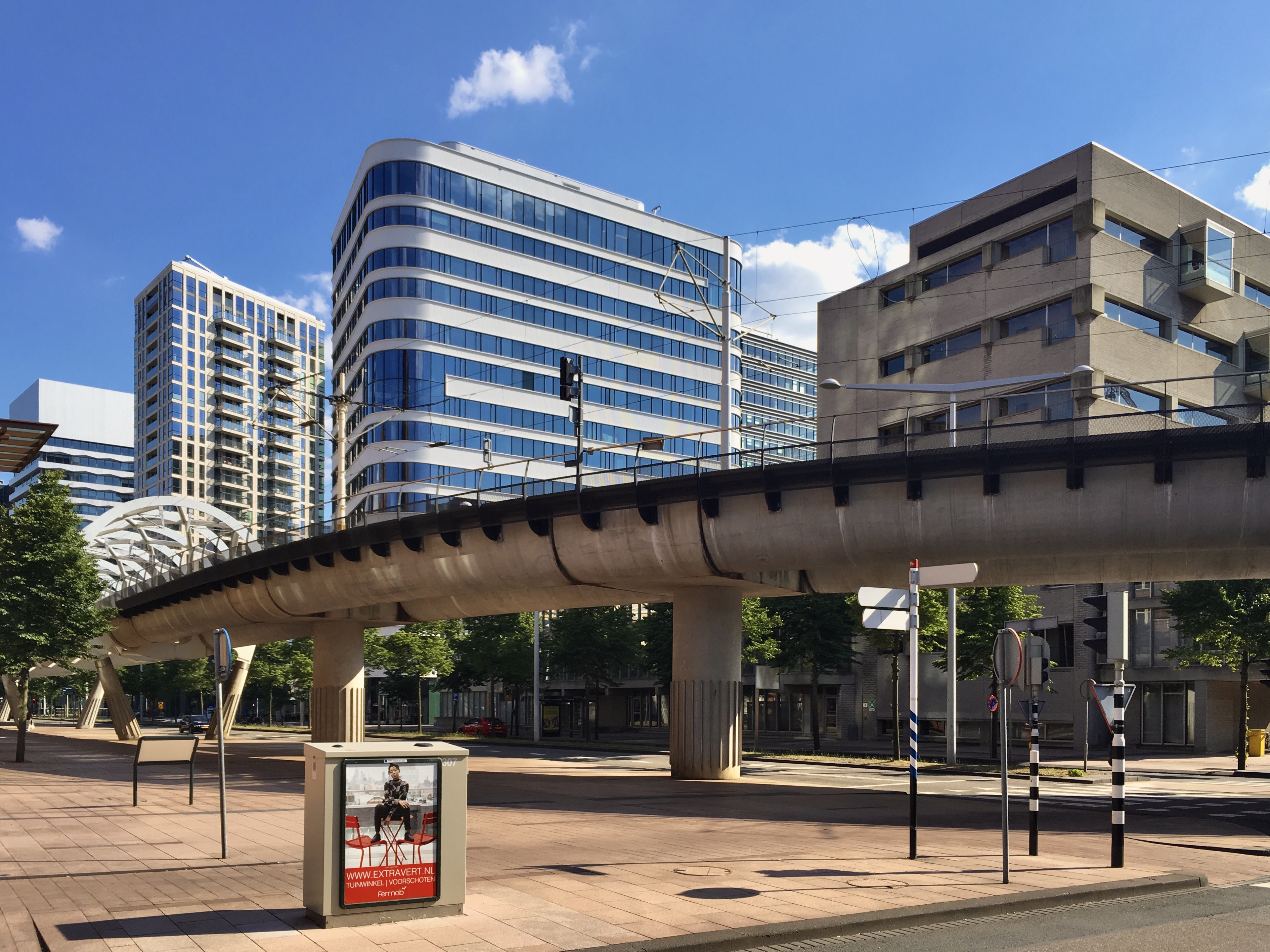
Kantoren en woontoren; uiterst rechts het Koninklijk Conservatorium (2020)
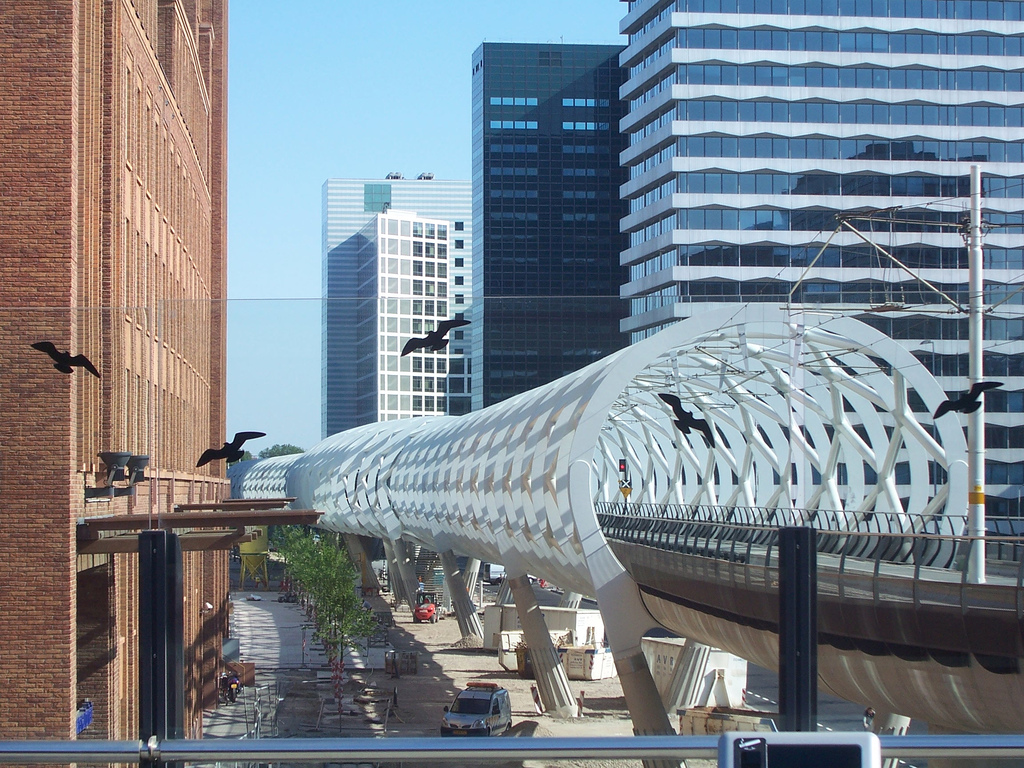
Randstadrail rijdt hier verhoogd, door de 'Netkous'
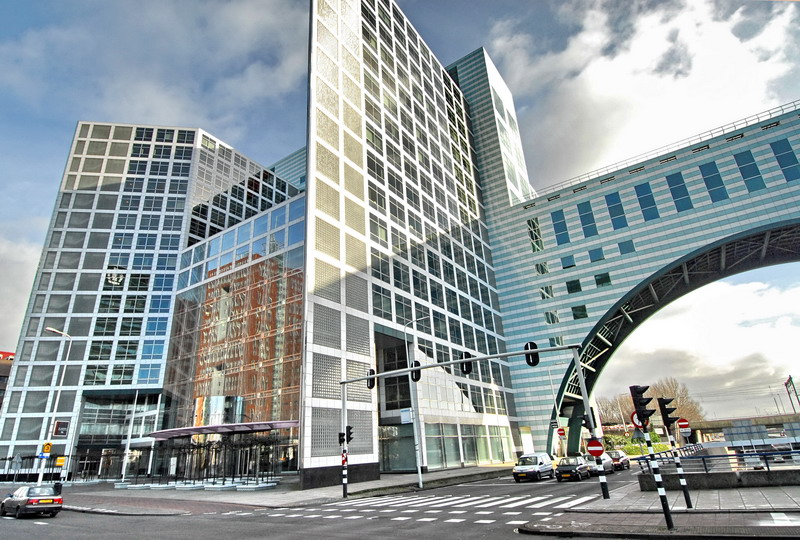
Gebouw 'Haagse Poort' (2007)
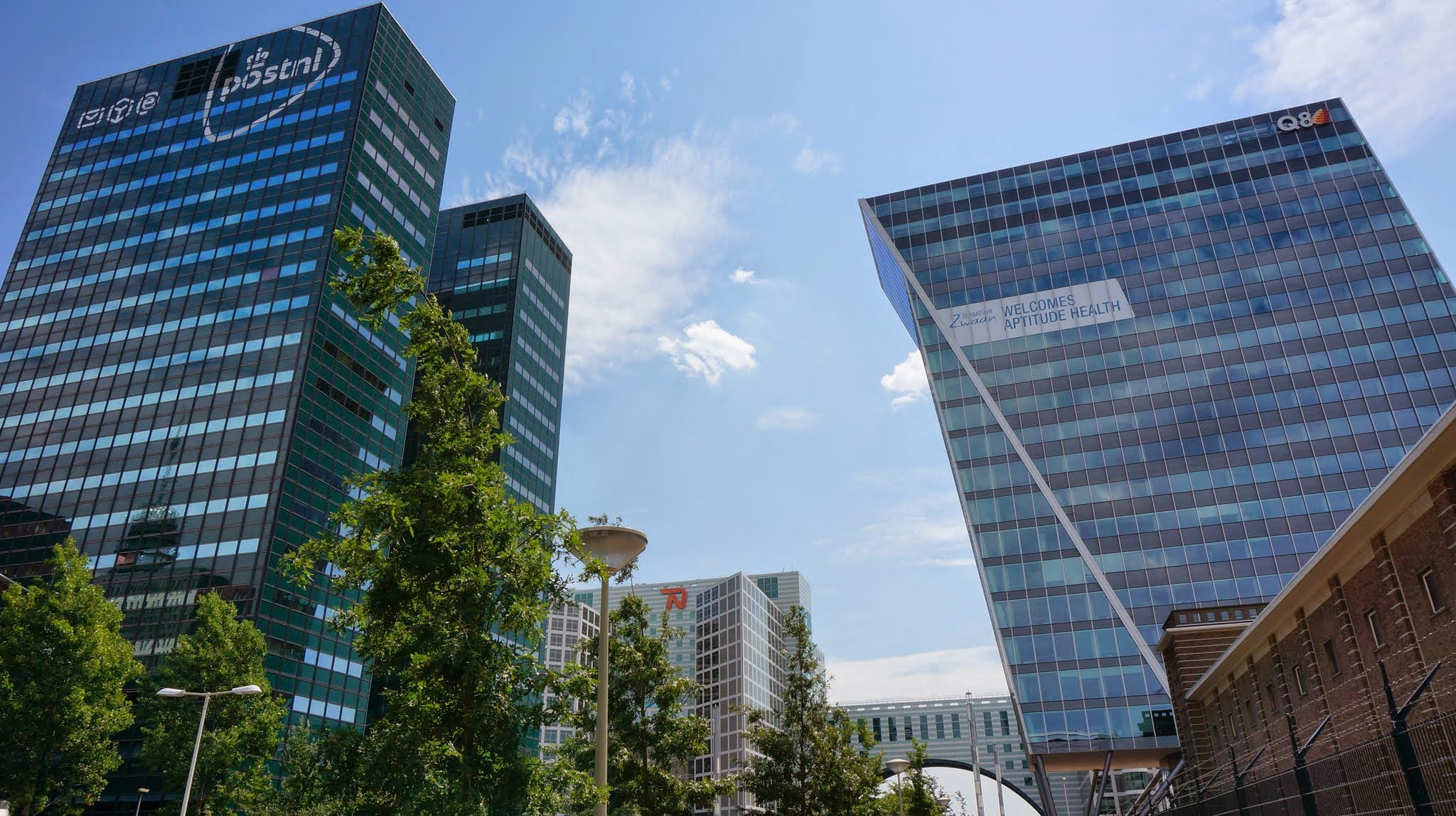
De Groene toren en de Haagse Zwaan (2014)
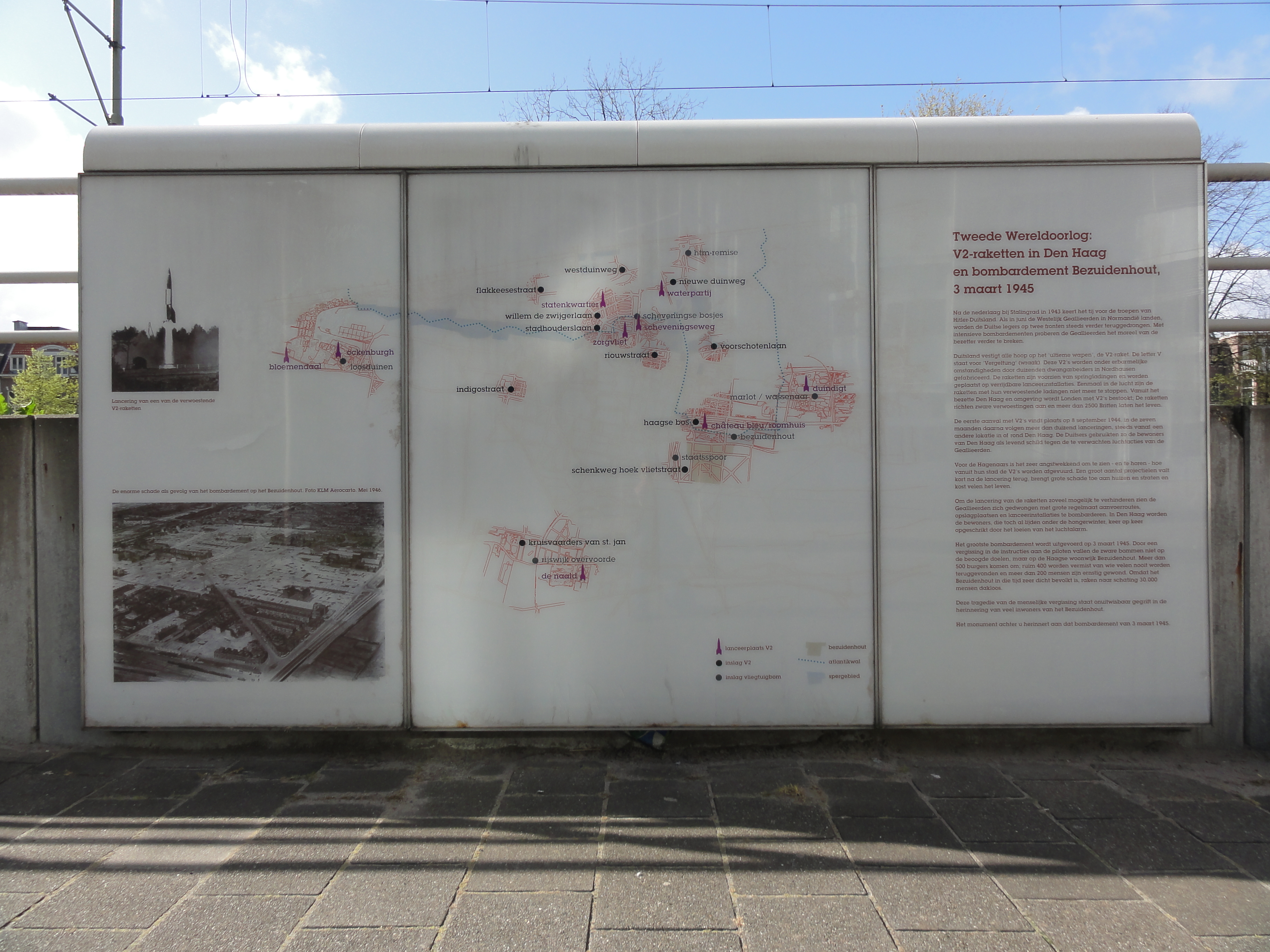
Informatiebord over V2-raketten in Den Haag